# جوزيف وايت (لاعب كريكت)
جوزيف وايت (1780 بإنجلترا في المملكة المتحدة - ) (بالإنجليزية: Joseph White)‏ هو لاعب كريكت بريطاني.